# Övre nackleden

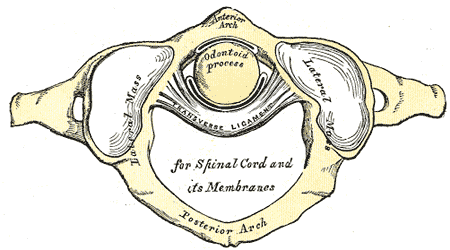
Kraniell vy av atlas. Laterala ledytor mot occipitalbenet i vitt. Ventrala sidan riktad uppåt i bild.
Illustration: Gray's Anatomy, 1918. (PD)

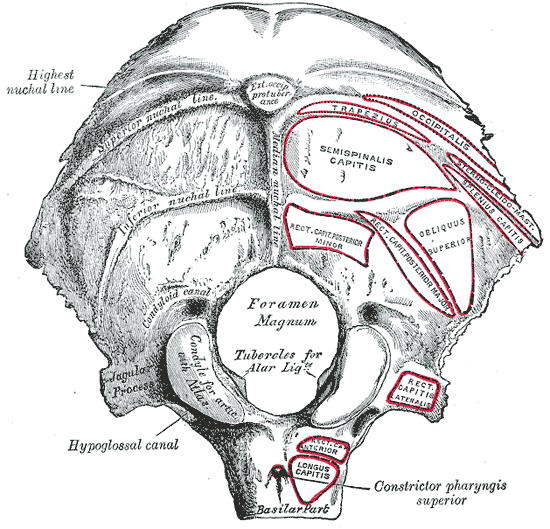
Kaudal vy av occipitalbenet. Ledändarna syns lateralt nedanför foramen magnum. Bakhuvudet riktat uppåt i bild.
Illustration: Gray's Anatomy, 1918. (PD)

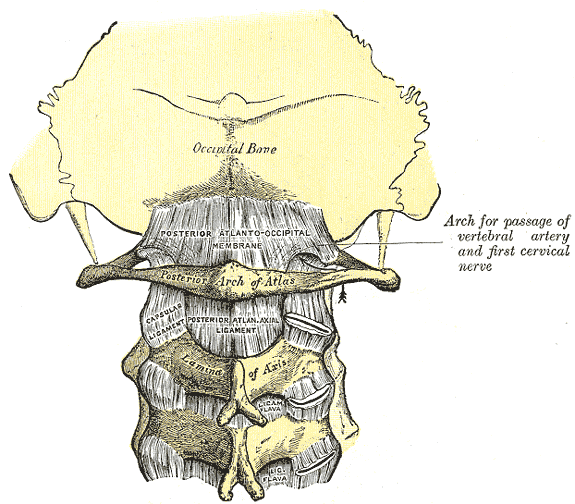
Dorsal vy av nacklederna. De bakre membranen och ligamenten fyller ut mellanrummen mellan halskotornas bakre bågar och nackbenet.
Illustration: Gray's Anatomy, 1918. (PD)

Övre nackleden eller atlantooccipitalleden (latin: articulatio atlantooccipitalis) är, i människans kropp, den led i nacken där kraniet vilar mot ryggraden (columna vertebralis), eller närmare bestämt där nackbenet (occipitalbenet, os occipitale) ledar mot ringkotan (atlas, den översta halskotan). 
Den övre nackleden är en kondylär led som, likt en gångjärnsled, främst medger flexion-extension (nickning, rotation dorsalt-ventralt) men även viss sekundär lateralflexion. Flexion utförs främst av m. longus capitis och mm. recti capitis anteriores. Extension utförs av m. recti capitis posterior et m. recti capitis minor, m. obliquus superior, m. semispinalis capitis, m. splenius capitis, m. sternocleidomastodeus samt m. trapezius övre fibrer. Laterala rörelser utförs av mm. recti laterales tillsammans med m. trapezius, m. splenius capitis, m. semispinalis capitis och m. sternocleidomastoideus.
På stora nackhålets (foramen magnum) laterala sidor finns nackbenets två ledhuvuden (condyli occipitales) som ledar mot ringkotans två övre fördjupningar (fovea articulares superiores).
Två fibrösa membran binder ringkotan till kraniet. Membrana atlantooccipitalis anterior sträcker sig från nackhålets främre kant till ringkotans främre båge och membrana atlantooccipitalis posterior sträcker sig på samma sätt från hålets bakre kant till ringkotans bakre båge.